# Takuboku Ishikawa
Takuboku Ishikawa (石川 啄木 Ishikawa Takuboku?, n. 20 februarie 1886, d. 13 aprilie 1912) este pseudonimul sub care a scris poetul și criticul literar japonez Hajime Ishikawa (石川 一 Ishikawa Hajime?).

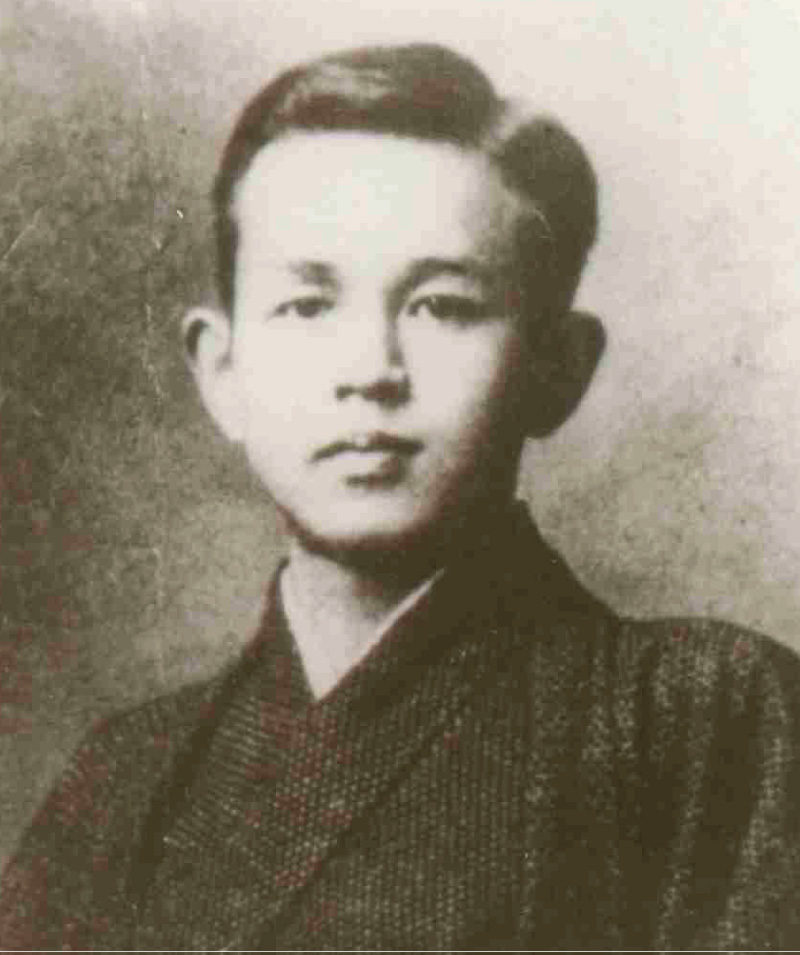
Ishikawa Takuboku, ca. 1900

Ca poet, a scris atât poezii tanka cât și poezii în așa-numitele stiluri shintaishi („poezii în stil nou”) și jiyūshi („poezii în vers liber”).
Membru al grupului de poeți naturaliști Myōjō, Ishikawa a devenit ulterior adept al socialismului.
A murit de tuberculoză la vârsta de 26 de ani.

## Opere (selecție)
- Ichiakuno suna („Un pumn de nisip”), 1910
- Kanashiki gangu („Jucării triste”), publicat postum în 1912